# Dávná kletba
Dávná kletba (v originále Old Magic) je fantasy román australské spisovatelky Marianne Curleyové. Vyšel roku 2000. Přeložen byl do více než deseti jazyků.

## Popis děje
Dívka Kate žije se svou babičkou na okraji malého města. Babička je léčitelka a čarodějnice a svou vnučku také učí kouzlit. Vše se změní, když do dívčiny třídy začne chodit Jarred, jehož rodinu postihuje jedno neštěstí za druhým. Kate velmi brzy odhalí, že je to dáno kletbou nad jeho rodem, vyřčenou už před dávnými lety. Jarred se však vůbec nehodlá zabývat řečmi o nějakých kletbách a kouzlech. Raději tráví čas se svými kamarády, elitou školní třídy, kteří Kate, opovrhují. Nakonec se však Kate přece jen podaří Jarreda přesvědčit a vydávají se spolu na cestu do středověku, aby zničili čaroděje, který kletbu vytvořil. Jejich plány ale překazí nečekaný únos Kate zlým Rhaukem vládcem Černého hradu a stvořitelem kletby. Jarred Kate miluje a proto ji nenechá Rhaukovy , vyhlásí tedy souboj mezi ním a vládcem Černého hradu. Po dlouhém souboji nakonec vyhraje Jarred a spolu s Kate se vrátí domů.